# Liste nichtstaatlicher Hamburger Auszeichnungen
Die Liste nichtstaatlicher Hamburger Auszeichnungen enthält Preise, Ehrungen und Auszeichnungen durch Stiftungen, Religionsgemeinschaften, Verbände, Vereine oder Unternehmen mit Sitz in Hamburg. Soweit bekannt, sind auch ehemalige Preise aufgeführt.
Für Ehrungen durch den Hamburger Senat siehe Liste staatlicher Hamburger Auszeichnungen. Dort finden sich auch Auszeichnungen, die sowohl von der Stadt als auch von privaten Institutionen vergeben werden oder wurden (entweder in Kooperation miteinander, in verschiedenen Kategorien oder in unterschiedlichen Zeiträumen).

## Übersicht
Die Tabelle ist sortierbar.
| Jahr a | Ehrung/Auszeichnung                             | Verleihende Institution                                                 | Benannt nach                    | Thema               | Bemerkungen |
| ------ | ----------------------------------------------- | ----------------------------------------------------------------------- | ------------------------------- | ------------------- | --- |
| 1883   | Dr.-Martini-Preis                               | Dr. Martini-Stiftung                                                    | Erich Martini                   | Medizin             | Zur Förderung wissenschaftlichen Nachwuchses |
| 1925   | Bernhard-Nocht-Medaille                         | Bernhard-Nocht-Institut und Deutsche Gesellschaft für Tropenmedizin     | Bernhard Nocht                  | Medizin             | Für hervorragende Leistungen auf dem Gebiet der Tropenmedizin |
| 1935   | Rembrandt-Preis b                               | Alfred Toepfer Stiftung F. V. S.                                        | Rembrandt van Rijn              | Volkstum            | Für das „niederländisch-niederdeutsche Volkstum“. Verleihung durch die Hansische Universität, Hamburg, bis 1943. |
| 1936   | Hansischer Henrik-Steffens-Preis b              | Alfred Toepfer Stiftung F. V. S.                                        | Henrik Steffens                 | Volkstum            | Für kulturelle Leistungen in den Skandinavischen Ländern. Verleihung durch die Hansische Universität, Hamburg, bis 1942. |
| 1937   | Shakespeare-Preis b                             | Alfred Toepfer Stiftung F. V. S.                                        | William Shakespeare             | Volkstum            | Bestimmt für „Angelsachsentum“, vornehmlich im Vereinigten Königreich. Verleihung durch die Hansische Universität, Hamburg, bis 1938; wiederbelebt 1967.                                                                                     |
| 1939   | Albert-Bozenhard-Ring                           | Inhaber des Ringes                                                      | Albert Bozenhard                | Theater             | Der Inhaber des Ringes bestimmt den nächsten Träger. |
| 1939   | Klaus-Groth-Preis b                             | Alfred Toepfer Stiftung F. V. S.                                        | Klaus Groth                     | Literatur           | Niederdeutscher Literaturpreis für Lyrik; 1956 bis 1984 von der Alfred Toepfer Stiftung F. V. S. vergeben; 1984 mit dem Fritz-Reuter-Preis zusammengelegt. Ein gleichnamiger Preis wird seit 2004 von der Stadt Heide in Holstein verliehen. |
| 1950   | Hansischer Goethe-Preis b                       | Alfred Toepfer Stiftung F. V. S.                                        | Johann Wolfgang von Goethe      | Völkerverständigung | An Persönlichkeiten aus europäischen Ländern, „die sich durch überragende völkerverbindende humanitäre Leistungen im Geiste Goethes ausgezeichnet haben.“ Verliehen bis 2005.                                                                |
| 1955   | Fritz-Reuter-Preis                              | Carl-Toepfer-Stiftung                                                   | Fritz Reuter                    | Literatur           | Vor 2000 von der Alfred Toepfer Stiftung F. V. S. vergeben; für Verdienste um das Niederdeutsche |
| 1956   | Julius-Campe-Preis                              | Hoffmann und Campe                                                      | Julius Campe                    | Literatur           | Für literaturkritische und literaturvermittelnde Verdienste |
| 1959   | Bugenhagenmedaille                              | Evangelisch-Lutherische Kirche in Norddeutschland                       | Johannes Bugenhagen             | Ehrenamt            | Für Menschen, die sich ehrenamtlich in der Kirche engagieren |
| 1959   | Fritz-Stavenhagen-Preis b                       | Alfred Toepfer Stiftung F. V. S.                                        | Fritz Stavenhagen               | Literatur           | Förderung der dramatischen Dichtung in niederdeutscher Sprache. Nach 1982 mit dem Fritz-Reuter-Preis zusammengelegt. |
| 1960   | Hans-Böttcher-Preis b                           | Alfred Toepfer Stiftung F. V. S.                                        | Hans Böttcher                   | Literatur           | Für Autoren von Hörspielen in niederdeutscher Sprache. 1982 wurde die Auszeichnung mit dem Fritz-Reuter-Preis zusammengelegt. |
| 1961   | Max-Brauer-Preis für Begabtenförderung          | Hamburger Hochbahn                                                      | Max Brauer                      | Technik             | Wird alle zwei Jahre für Examensarbeiten zum Themenkomplex Öffentlicher Personennahverkehr von der Hochbahn-eigenen Stiftung ausgelobt. |
| 1962   | Deutscher Erzählerpreis (1962) b                | Stern                                                                   | Erzählung                       | Literatur           | Für einen unterhaltenden Roman, der kein Unterhaltungsroman ist |
| 1963   | Heinrich-Tessenow-Medaille                      | Heinrich-Tessenow-Gesellschaft e. V.                                    | Heinrich Tessenow               | Architektur         | Bis 2006 durch die Alfred Toepfer Stiftung F. V. S. verliehen, seit 2007 durch die Heinrich-Tessenow-Gesellschaft. |
| 1967   | Shakespeare-Preis b                             | Alfred Toepfer Stiftung F. V. S.                                        | William Shakespeare             | Kultur              | Dem „angelsächsischen Anteil an der Pflege des europäischen Kulturerbes“ gewidmet. Verliehen bis 2006. |
| 1968   | Ida-Dehmel-Literaturpreis                       | GEDOK                                                                   | Ida Dehmel                      | Literatur           | Für literarische Werke von deutschsprachigen Autorinnen |
| 1969   | Silberne Maske b                                | Hamburger Volksbühne e. V.                                              | Theatermaske                    | Theater             | Für besondere künstlerische Leistungen der Bühnenkunst; seit 1992 ruht die Vergabe. |
| 1970   | Kurt-Hartwig-Siemers-Wissenschaftspreis         | Hamburgische Wissenschaftliche Stiftung                                 | Kurt Hartwig Siemers            | Wissenschaft        | Für Wissenschaftler, die an der Universität Hamburg eine über die Dissertation hinausgehende hervorragende wissenschaftliche Leistung erbracht haben                                                                                         |
| 1970   | Mara-Cassens-Preis                              | Literaturhaus Hamburg e. V. sowie Mara und Holger Cassens-Stiftung      | Mara Cassens                    | Literatur           | Bis 1990 hieß der Preis „Der erste Roman“ und wurde von der Neuen Literarischen Gesellschaft verliehen. |
| 1973   | Emil-von-Sauer-Preis                            | Hamburgischer Anwaltverein e. V.                                        | Emil von Sauer                  | Rechtswesen         | Für Verdienste um das hamburgische und deutsche Rechtswesen |
| 1977   | Egon-Erwin-Kisch-Preis b                        | Stern                                                                   | Egon Erwin Kisch                | Journalismus        | 2005 ging der Preis als Kategorie „Reportage“ im Henri Nannen Preis auf. |
| 1981   | Boy-Gobert-Preis                                | Körber-Stiftung                                                         | Boy Gobert                      | Theater             | Für Nachwuchsschauspieler an Hamburger Bühnen |
| 1981   | Ehren-Schleusenwärter                           | Congregation der Alster-Schleusenwärter S. C.                           | Schleusenwärter                 | Allgemein           | An Prominente, die sinnbildlich „die ,Schleusen‘ für die Hansestadt öffnen“ |
| 1985   | Körber-Preis für die Europäische Wissenschaft   | Körber-Stiftung                                                         | Kurt A. Körber                  | Wissenschaft        | Für zukunftsträchtige Forschungsarbeiten |
| 1985   | Zitronenjette b                                 | Landesfrauenrat Hamburg                                                 | Zitronenjette                   | Gleichstellung      | Für langjähriges, ehrenamtliches Engagement im Landesfrauenrat Hamburg; 2015 letztmals verliehen. |
| 1988   | Der Dreifache Axel                              | Hamburgische Kulturstiftung                                             | Axel (Eiskunstlauf)             | Film                | Wird als Publikumspreis auf dem Kurzfilm Festival Hamburg verliehen. |
| 1988   | Irmgard-Heilmann-Preis                          | Hamburgische Kulturstiftung                                             | Irmgard Heilmann                | Literatur           | Zur Förderung der Literatur und des literarischen Lebens in Hamburg |
| 1991   | Berenberg Kulturpreis                           | Berenberg Bank Stiftung von 1990                                        | Berenberg Bank                  | Kultur              | Zur Förderung des Nachwuchses aus dem Bereich Kultur (überwiegend Musik und Theater) |
| 1992   | Hamburger Kurzfilmpreis                         | Kurzfilm Agentur Hamburg                                                | Kurzfilm                        | Film                | Wird von einer Jury im internationalen Wettbewerb auf dem Kurzfilm Festival Hamburg vergeben. |
| 1992   | Salomon-Heine-Plakette                          | Verein Heine-Haus e. V.                                                 | Salomon Heine                   | Gemeinwohl          | Für vorbildliches Handeln zum Wohle Hamburgs und seiner Bürger |
| 1992   | Heinrich Maria Ledig-Rowohlt-Preis              | Heinrich Maria Ledig-Rowohlt-Stiftung                                   | Heinrich Maria Ledig-Rowohlt    | Literatur           | Für literarische Übersetzer |
| 1993   | Max-Brauer-Preis                                | Alfred Toepfer Stiftung F. V. S.                                        | Max Brauer                      | Kultur              | Für Verdienste um das kulturelle, wissenschaftliche oder gesellschaftliche Leben |
| 1994   | Karl-Heinz-Zillmer-Verlegerpreis                | Hamburgische Kulturstiftung                                             | Karl-Heinz Zillmer              | Literatur           | Für besonders großen persönlichen Einsatz um die Literatur |
| 1995   | Wissenschaftspreis der Aby-Warburg-Stiftung     | Aby-Warburg-Stiftung                                                    | Aby Warburg                     | Wissenschaft        | Für besondere Beiträge zu den Kultur- und Geisteswissenschaften |
| 1996   | Richard-Schönfeld-Preis b                       | Hamburgische Kulturstiftung                                             | Richard Schönfeld               | Literatur           | Förderpreis für literarische Satire; 2004 letztmals verliehen. |
| 1996   | Rita-Tanck-Glaser-Schauspielpreis               | Hamburgische Kulturstiftung                                             | Rita Tanck-Glaser               | Theater             | Für hervorragende darstellerische Leistungen und die Kultur der sprachlichen Gestaltung |
| 1997   | Studio Hamburg Nachwuchspreis b                 | Studio Hamburg                                                          | Studio Hamburg                  | Film                | Für Abschlussfilme von Absolventen deutschsprachiger Filmhochschulen; 2019 letztmals verliehen |
| 1999   | Bertini-Preis                                   | Bertini-Preis e. V.                                                     | Die Bertinis                    | Zivilcourage        | Vollständige Bezeichnung: Bertini-Preis für junge Menschen mit Zivilcourage. Er zeichnet Personen oder Gruppen für couragiertes Eintreten gegen Unrecht, Ausgrenzung oder Gewalt aus.                                                        |
| 1999   | Hamburger Tulpe                                 | Körber-Stiftung                                                         | Tulpe                           | Völkerverständigung | Für innovative deutsch-türkische Projekte zur Verbesserung des Zusammenlebens in Hamburg |
| 1999   | KulturMerkur b                                  | Hamburgische Kulturstiftung                                             | Merkur                          | Kultur              | Für unternehmerische Kulturförderung; 2014 letztmals verliehen. |
| 1999   | Pegasus-Preis b                                 | ExxonMobil                                                              | Pegasus                         | Theater             | Für Hamburger Privattheater; 2016 eingestellt. |
| 2000   | Ansgar-Medaille                                 | Erzbistum Hamburg                                                       | Ansgar                          | Einsatz             | Für vorbildlichen Einsatz für die Kirche; anfangs St. Ansgar Medaille in verschiedenen Schreibweisen |
| 2000   | Kunstpreis Finkenwerder                         | Kulturkreis Finkenwerder und Airbus                                     | Finkenwerder                    | Kunst               | Wird zweijährlich zeitgenössischen Künstlern verliehen. |
| 2000   | Schauspieler-Fernsehpreis b                     | Studio Hamburg                                                          | Fernsehen                       | Fernsehen           | Bis 2016 Günter-Strack-Fernsehpreis; für Nachwuchsfernsehschauspieler, wurde im Rahmen des Studio Hamburg Nachwuchspreises verliehen, zuletzt 2019.                                                                                          |
| 2000   | Ulrich-Wildgruber-Preis                         | Stern und weitere                                                       | Ulrich Wildgruber               | Theater             | Theaterpreis zur Förderung junger Schauspieler |
| 2001   | Italo-Svevo-Preis                               | Nordcapital (Emissionshaus)                                             | Italo Svevo                     | Literatur           | Für herausragende deutschsprachige Autoren |
| 2002   | Leuchtturm-Preis                                | Netzwerk Recherche e. V.                                                | Leuchtturm                      | Journalismus        | Für besondere Leistungen im Bereich des investigativen Journalismus |
| 2003   | Hamburg Animation Award                         | Handelskammer Hamburg und weitere                                       | Animation                       | Film                | Internationaler Nachwuchspreis für Animationsdesign |
| 2003   | Marion-Dönhoff-Preis                            | Die Zeit und weitere                                                    | Marion Gräfin Dönhoff           | Völkerverständigung | Für Verständigung und Versöhnung zwischen den Völkern |
| 2004   | Hannelore-Greve-Literaturpreis                  | Hamburger Autorenvereinigung                                            | Hannelore Greve                 | Literatur           | Für „herausragende Leistungen auf dem Gebiet der deutschsprachigen Literatur“; alle zwei Jahre im Wechsel mit dem Walter-Kempowski-Literaturpreis                                                                                            |
| 2004   | Reinhold Schünzel-Preis                         | CineGraph – Hamburgisches Centrum für Filmforschung e.V.                | Reinhold Schünzel               | Film                | Auf dem CineFest Hamburg vergeben. |
| 2005   | Elbschwanenorden                                | Verein Deutsche Sprache, Regionalgruppe Hamburg                         | Schwäne                         | Sprachpflege        | Wiederbelebung einer Sprachgesellschaft in Form einer Auszeichnung |
| 2005   | Nannen Preis                                    | Stern                                                                   | Henri Nannen                    | Journalismus        | Vormals Henri-Nannen-Preis und Henri Nannen Preis |
| 2005   | Walter-Kempowski-Literaturpreis                 | Hamburger Autorenvereinigung                                            | Walter Kempowski                | Literatur           | Förderpreis für deutschsprachige Kurzgeschichten, alle zwei Jahre im Wechsel mit dem Hannelore-Greve-Literaturpreis |
| 2005   | Deutscher Sportjournalistenpreis                | Eventagentur Sören Bauer Events                                         | Sportjournalisten               | Journalismus        | Wird seit 2005 alle zwei Jahre in Hamburg an die besten Sportjournalisten, -publikationen und -sendungen vergeben. |
| 2006   | Theaterpreis Hamburg – Rolf Mares               | Hamburger Theater e. V.                                                 | Rolf Mares                      | Theater             | Vormals Rolf Mares Preis; für herausragende Leistungen in Kategorien wie z. B. Inszenierung/Aufführung, Dramaturgie, Bühnen-/Kostümbild, Darsteller/Darstellerin                                                                             |
| 2006   | Fresh Blood Award                               | Rosebud Entertainment                                                   | Frisches Blut                   | Film                | Auf dem Fantasy Filmfest als Publikumspreis für das beste Erstlings- oder Zweitwerk vergeben. |
| 2007   | Hamburger Jazzpreis                             | Jazzbüro Hamburg                                                        | Jazz                            | Musik               | Für Musiker, die einen besonderen künstlerischen Beitrag zur Jazzmusik leisten und sich dafür einsetzen |
| 2007   | Hamburger Kindertheaterpreis                    | Hamburgische Kulturstiftung                                             | Kindertheater                   | Theater             | Für herausragende Produktionen der freien Kindertheaterszene Hamburgs |
| 2007   | Herbert-Weichmann-Medaille                      | Jüdische Gemeinde Hamburg                                               | Herbert Weichmann               | Völkerverständigung | Für Verdienste um das jüdische Leben und das Zusammenleben der Kulturen |
| 2007   | KAIROS-Preis                                    | Alfred Toepfer Stiftung F. V. S.                                        | Kairos                          | Kunst(wissenschaft) | Für europäische Künstler und Wissenschaftler in allen Bereichen der Kunst |
| 2008   | Hamburger Krimipreis b                          | Studio Hamburg                                                          | Kriminalfilm                    | Film                | Für Regisseure von Kriminalfilmen mit neuen Darstellungen des Genres; 2019 letztmals verliehen |
| 2008   | Hammonia                                        | Landesfrauenrat Hamburg                                                 | Hammonia                        | Gleichstellung      | Für Frauen, die sich beruflich, politisch oder ehrenamtlich für Frauen und ihre Gleichstellung nachhaltig engagiert haben |
| 2009   | Hamburger Wissenschaftspreis                    | Akademie der Wissenschaften in Hamburg                                  | Wissenschaft                    | Wissenschaft        | Wechselnde thematische Ausrichtung auf die Disziplinen der Natur-, Technik-, Geistes- und Gesellschaftswissenschaften |
| 2009   | HANS – Der Hamburger Musikpreis b               | Interessengemeinschaft Hamburger Musikwirtschaft e. V.                  | HANSeatisch                     | Musik               | An Hamburger Künstler oder an Personen, die für einen solchen arbeiten; 2019 letztmals verliehen |
| 2009   | NDR Kultur Sachbuchpreis                        | NDR Kultur                                                              | NDR Kultur                      | Literatur           | Für das beste in deutscher Sprache erschienene Sachbuch |
| 2009   | Holger-Cassens-Preis                            | Mara und Holger Cassens-Stiftung und Patriotische Gesellschaft von 1765 | Holger Cassens                  | Bildung             | Für Kooperationsprojekte in Hamburg, die Entwicklungs- und Teilhabechancen benachteiligter Jugendlicher fördern |
| 2010   | Hamburger Preis für Theoretische Physik         | Joachim Herz Stiftung und weitere                                       | Physik                          | Wissenschaft        | Für herausragende Forschungsleistungen im Bereich der Theoretischen Physik |
| 2010   | Debütpreis des Harbour Front Literaturfestivals | Hapag-Lloyd-Stiftung und Bodo-Röhr-Stiftung                             | Harbour Front Literaturfestival | Literatur           | Für das beste deutschsprachige Romandebüt des Jahres; bis 2021 Klaus-Michael Kühne-Preis |
| 2011   | Werner-Otto-Preis                               | Alexander Otto Sportstiftung                                            | Werner Otto                     | Sport               | Für Projekte, die zur Inklusion und Förderung behinderter Menschen im Hamburger Sport beitragen |
| 2012   | Monica-Bleibtreu-Preis                          | ?                                                                       | Monica Bleibtreu                | Theater             | Die Gewinner werden auf einer Gala zum Abschluss der Privattheatertage mit dem Preis ausgezeichnet. |
| 2012   | Werner Burkhardt Musikpreis                     | Hamburgische Kulturstiftung                                             | Werner Burkhardt                | Musik               | Für einen jungen Jazzmusiker oder eine junge Jazzmusikerin aus Hamburg |
| 2012   | Gustaf-Gründgens-Preis                          | Ernst-Deutsch-Theater                                                   | Gustaf Gründgens                | Theater             | Für das Lebenswerk in der darstellenden Kunst in Hamburg |
| 2013   | HamburgLesen                                    | Staats- und Universitätsbibliothek Hamburg                              | Lesen                           | Literatur           | Für Werke mit Hamburg-Bezug |
| 2014   | Preuschhof-Preis                                | Forum Bildung Wilhelmsburg                                              | Preuschhof-Stiftung             | Literatur           | Kinderliteraturpreis |
| 2014   | Siegfried Lenz Preis                            | Siegfried Lenz Stiftung                                                 | Siegfried Lenz                  | Literatur           | Für Schriftsteller, deren schöpferisches Wirken dem Geist von Siegfried Lenz nah ist |
| 2016   | Hamburger Gast                                  | Förderverein Kulturelle Initiativen e. V.                               | Gast                            | Literatur           | Literaturstipendium |
| 2022   | Helmut-Schmidt-Zukunftspreis                    | Die Zeit, Bundeskanzler-Helmut-Schmidt-Stiftung, The New Institute      | Helmut Schmidt                  | Gemeinwohl          | Internationale Auszeichnung für innovative Leistungen in Demokratie, Gesellschaft und Technologie |

## Auf dem Filmfest Hamburg verliehene Preise
Weitergehende Informationen zu den Preisen sowie Listen der Preisträger siehe dort.
| Jahr c | Ehrung/Auszeichnung                                            | Bemerkungen |
| ------ | -------------------------------------------------------------- | --- |
| 1995   | Douglas Sirk Preis                                             | An eine Persönlichkeit, die sich um Filmkultur und Filmbranche verdient gemacht hat |
| 2003   | MICHEL Filmpreis                                               | Filmpreis der Kinder- und Jugendsektion, im ersten Jahr unter dem Namen Emil; seit 2013 von der Hamburgischen Kulturstiftung vergeben (seit 2017 gemeinsam mit der Ian und Barbara Karan Stiftung) |
| 2004   | Preis der Filmkritik                                           | Für einen Film, der sich durch eine originelle Sichtweise auszeichnet; bis 2017 Preis der Hamburger Filmkritik                                                                                     |
| 2004   | Commerzbank Publikumspreis                                     | Die Zuschauer entscheiden per Stimmzettel, welcher der teilnehmenden Filme der Sektion Eurovisuell Sieger werden soll                                                                              |
| 2006   | Hamburger Produzentenpreis für Deutsche Fernsehproduktionen    | Für einen von zehn bis zwölf nominierten deutschen Fernsehfilmen |
| 2007   | Montblanc Drehbuch Preis d                                     | Der Preis wurde unter den Spielfilmen der Sektion Nordlichter vergeben, letztmals 2013 |
| 2008   | Art Cinema Award                                               | Vom internationalen Verband der Filmkunsttheater (C.I.C.A.E.) an Filme vergeben, die einen deutschen Verleih haben; unterstützt von der Filmförderung Hamburg Schleswig-Holstein                   |
| 2008   | NDR Nachwuchspreis                                             | Soll junge Regisseure ermutigen, auch in Zukunft anspruchsvolle Filme zu produzieren; Bezeichnung bis 2011 Die Elfe                                                                                |
| 2009   | Foreign Press Award d                                          | Vom Verein der Ausländischen Presse in Deutschland (VAP e. V.) vergeben, letztmals 2012 |
| 2013   | Der Politische Film der Friedrich-Ebert-Stiftung               | Für Filme, die sich durch einen politischen Anspruch auszeichnen; prämiert wird die beste Regiearbeit                                                                                              |
| 2014   | Hamburger Produzentenpreis für Europäische Kino-Koproduktionen | Für deutsch-europäische Koproduktionen; der deutsche Koproduzent des Gewinnerfilms erhält ein Preisgeld von der Hamburger Kulturbehörde                                                            |
| 2017   | Sichtwechsel Filmpreis d                                       | Prämiert wurden bis 2021 Filmschaffende, die über nationale und kulturelle Grenzen hinweg in anderen Ländern arbeiteten; gestiftet vom Auswärtigen Amt                                             |
| 2018   | Hamburger Produzentenpreis für Deutsche Kinoproduktionen       | Das Preisgeld kommt von der Behörde für Kultur und Medien |